# Gabunia tessmanni
Gabunia tessmanni är en stekelart som beskrevs av Krieger 1911. Gabunia tessmanni ingår i släktet Gabunia och familjen brokparasitsteklar. Inga underarter finns listade i Catalogue of Life.